# 許斌 (明朝)
許斌（1438年—？），字廷佐，山西太原府陽曲縣人，軍籍。明朝政治人物。進士出身。

## 生平
山西鄉試第十六名。成化八年（1472年）壬辰科會試第一百七十一名，殿試登進士第三甲第五十八名。

## 家族
曾祖父許文質。祖父許子信。父亲許賢。